# Internationale Cricket-Saison 1948/49
Die internationale Cricket-Saison 1948/49 fand zwischen November 1948 und April 1949 statt. Als Wintersaison wurden vorwiegend Heimspiele der Mannschaften aus Südasien, der Karibik und Ozeanien ausgetragen.

## Überblick

### Internationale Touren
| Beginn            | Heimteam  | Auswärtsteam | Resultate | Artikel |
| Beginn            | Heimteam  | Auswärtsteam | Test      | Artikel |
| ----------------- | --------- | ------------ | --------- | ------- |
| 10. November 1948 | Indien    | West Indies  | 0–1 [5]   | Artikel |
| 16. Dezember 1948 | Südafrika | England      | 0–2 [5]   | Artikel |

### Internationale Touren (Frauen)
| Beginn           | Heimteam   | Auswärtsteam | Resultate | Artikel |
| Beginn           | Heimteam   | Auswärtsteam | WTest     | Artikel |
| ---------------- | ---------- | ------------ | --------- | ------- |
| 15. Januar 1949  | Australien | England      | 1–0 [3]   | Artikel |
| 16. Februar 1949 | Neuseeland | England      | 0–1 [1]   | Artikel |

## Nationale Meisterschaften
Aufgeführt sind die nationalen Meisterschaften der Full Member des ICC.
| Land       | First-Class              |
| ---------- | ------------------------ |
| Australien | Sheffield Shield 1948/49 |
| Indien     | Ranji Trophy 1948/49     |
| Neuseeland | Plunket Shield 1948/49   |